# António dos Santos Viegas
António dos Santos Viegas (Covilhã, 7 de abril de 1837 — Coimbra, 10 de junho de 1914) foi um lente de Física da Universidade de Coimbra, pioneiro em Portugal dos estudos experimentais sobre o geomagnetismo e a Meteorologia. Foi responsável pelo Gabinete de Física da Universidade de Coimbra e director do Observatório Meteorológico e Magnético daquela instituição. Foi reitor da Universidade de Coimbra em vários períodos, entre os quais durante a fase inicial da Crise Académica de 1907. Foi ainda deputado eleito pelo círculo da Covilhã (1870-1871) e par do reino em representação dos estabelecimentos científicos. Foi pai do engenheiro António dos Santos Viegas, ministro das Finanças durante a Primeira República Portuguesa, e de Luís dos Santos Viegas, professor de Medicina na Universidade de Coimbra.

## Biografia
Nasceu na Covilhã, filho do médico António dos Santos Viegas e de Máxima Carolina Gomes Barata Feio, uma importante família da região, com diversos antepassados ligados ao exercício de profissões liberais.
Matriculou-se em Filosofia e Matemática na Universidade de Coimbra a 4 de Outubro de 1853. Obteve o grau de bacharel em Filosofia a 7 de Julho de 1857. Seguiu uma carreira no campo da Física, tendo concluído também na Universidade de Coimbra o exame de licenciado em 30 de Julho de 1859 e o doutoramento em Filosofia a 30 de Outubro de 1859.
Após o doutoramento foi nomeado lente de Física da Universidade de Coimbra, começando a leccionar a 22 de fevereiro de 1860. 
Foi nomeado director do Gabinete de Física da Universidade e exerceu as funções de director do Observatório Meteorológico e Magnético da Universidade, uma unidade de investigação que desde a sua fundação estava integrada numa extensa rede europeia de observatórios que tinham por objectivo o estudo do magnetismo terrestre.
No campo da investigação, a partir de 1864 dedicou-se ao estudo experimental do geomagnetismo e ao desenvolvimento de metodologias de observação meteorológica, especializando-se em técnicas experimentais de análise espectral.
Por portaria de 24 de Outubro de 1866 foi autorizado a realizar uma viagem de estudo pelos principais países da Europa, para visitar as escolas superiores e universidades e estudar a organização do ensino das ciências físicas. No decurso dessa viagem, efectuou estágios científicos em diversas escolas europeias e publicou um extenso relatório, publicado em duas partes no jornal oficial, sobre as visitas efectuadas durante esse périplo.
Colaborou com o Observatório Astronómico de Lisboa na realização de observações magnéticas e de análises espectrais durante a ocorrência de eclipses.
Entre 1870 e 1871 foi deputado eleito pelo círculo eleitoral da Covilhã. Mais tarde foi também eleito Par do Reino em representação dos estabelecimentos científicos.
Foi enviado a Paris para representar Portugal na Exposição Internacional de Electricidade que se realizou naquela cidade entre 15 de agosto e 15 de novembro de 1881 no Palais de l'Industrie, nos Campos Elíseos.
Foi reitor da Universidade de Coimbra nos períodos de 1890 a 1892,  de 1896 a 1898 e de Abril de 1906 a Abril de 1907, altura em que foi exonerad em consequência da Crise Académica de 1907. 
Casou com Maria Francisca de Vasconcelos Carreira dos Santos Viegas, com quem teve um filho, Luís dos Santos Viegas, que se doutorou em 1890 e foi também professor da Universidade de Coimbra. Outro dos seus filhos foi o engenheiro civil António dos Santos Viegas Júnior, ministro durante a Primeira República Portuguesa.

## Obras publicadas
Entre múltiplos estudos e artigos sobre temas de física e meteorologia, é autor das seguintes monografias:
- Dissertação inaugural para o acto de conclusões magnas- Argumento: 1ºQuais as relações da química com as outras ciências?2º Que benfícios presta ela à civilização e à humanidade? 3º Que relação ao nosso país que temos de esperar da química industrial?, Coimbra, 1859.
- Theses ex Naturali Philosophia: quas preside clarissimo ac sapientissímo D. Fortunato Raphaele Pereira de Senna, ano de 1859 in Conimbrigensi Academi propugnabat ..., Coimbra, 1859.
- "Viagem scientífica do Dr. António dos Santos Viegas - Primeiro relatório: Dezembro de 1866 a Maio 1867", Diário de Lisboa: Folha Official do governo portuguez, Outubro 1867, n.º 229, p. 2966.
- "Viagem scientífica do Dr. António dos Santos Viegas -Segundo relatório: Junho a Novembro de 1867", Diário de Lisboa: Folha Official do governo portuguez, 21 Março 1868, n.º 66, p. 553.
- Programa da 3ª Cadeira: Phisica - 1ª parte para o ano lectivo de 1889 a 1889, redigido pelo lente ..., Coimbra, 1889.